# وان خارا
وان خارا (به انگلیسی: Wan Khara) یک شهر در پاکستان است که در پنجاب واقع شده‌است.